# 히가 마나미
히가 마나미(일본어: 比嘉 愛未, 1986년 6월 14일~)는 일본의 배우, 패션 모델이다. 오키나와현 출생이며, 라이징 프로덕션에 소속이다.

## 내력
2002년에 다니고 있던 학원 선생님으로부터 스카우트되어, 고교 합격 발표 후, 그 선생님의 지인을 통해서 오키나와의 모델 사무소 〈Dine and indy〉에 들어가, 모델로서 데뷔하게 되었다.. 고교 2학년 때 연예 사무소 〈정글〉에 들어간다. 오키나와의 사무소와의 이중 재적이 된다. 2005년, 5월에 영화 《편지》로 배우 데뷔. 이 출연을 계기로 배우를 목표하기로 결의, 맹렬한 반대를 하고 있던 부모님을 간신히 설득해, 고교 졸업 후 상경하게 되었다..
2006년 7월, NHK 연속 TV 소설 《돈도하레》 오디션에서 2,156명 중 여주인공 역으로 선택되어 세간으로부터 인지되는 계기가 된다. 2007년 3월, 소속 사무소를 〈Dine and indy〉, 〈정글〉에서 〈비전 팩토리〉로 옮긴다. 4월에 《돈도하레》로 텔레비전 드라마 첫 출연·주연. 10월, 제54회 더 텔레비전 드라마 아카데미상 특별상을 수상. 12월에는 후지 TV 계열 스페셜 드라마 《츄라우미에서 온 연하장》으로 민방 드라마 첫 출연.
2009년 3월, NHK 대하드라마 《천지인》에서 기쿠히메 역으로 대하드라마 첫 출연하게 되었다.
2015년 4월, 닛폰 TV 드라마 《연애시대》로 민방 연속 드라마 첫 주연.

## 출연

### 드라마
- 연속 TV 소설 돈도하레 (2007년 4월 ~ 9월, NHK) - 주연·아사쿠라(가가미) 나쓰미 역
  - 돈도하레 스페셜 (2011년 4월 24일, NHK BS 프리미엄)
- 츄라우미에서 온 연하장 (2007년 12월 14일, 후지 TV) - 구니나카 지히로 역
- 코드 블루 -닥터 헬기 긴급 구명- (2008년 7월 ~ 9월, 후지 TV) - 사에지마 하루카 역
  - 코드 블루 -닥터 헬기 긴급 구명- 신춘 스페셜 (2009년 1월 10일, 후지 TV)
  - 코드 블루 -닥터 헬기 긴급 구명- 2nd season (2010년 1월 ~ 3월, 후지 TV)
  - 코드 블루 -닥터 헬기 긴급 구명- 3rd season (2017년 7월 ~ 9월, 후지 TV)
- 대하드라마 천지인 (2009년 3월 ~ 11월, NHK) - 기쿠히메 역
- 마녀재판 (2009년 4월 ~ 7월, 후지 TV) - 모토미야 카오리 역
- 해머 세션! (2010년 7월 ~ 9월, TBS) - 미즈키 료코 역
- 내일 또 살아가자 (2010년 10월 25일, TBS) - 요코야마 유미카 역
- 2밤 연속 마쓰모토 세이쵸 스페셜 구형의 황야 (2010년 11월 26일 ~ 27일, 후지 TV) - 노가미 구미코 역
- 최상의 명의 (2011년 1월 ~ 3월, TV 도쿄) - 세나 마리아 역
- 마루모의 규칙 (2011년 4월 ~ 7월, 후지 TV) - 하타나카 아야 역
  - 마루모의 규칙 스페셜 (2011년 10월 9일, 후지 TV)
  - 마루모의 규칙 스페셜 2014 (2014년 9월 28일, 후지 TV)
- DOCTORS~최강의 명의~ (2011년 10월 ~ 12월, TV 아사히) - 미야베 사치 역
  - 드라마 스페셜 DOCTORS~최강의 명의~ (2013년 6월 1일, TV 아사히)
  - DOCTORS 2~최강의 명의~ (2013년 7월 ~ 9월, TV 아사히)
  - 신춘 드라마 스페셜 DOCTORS 3~최강의 명의~ 2015（2015년 1월 4일, TV 아사히)
  - DOCTORS 3~최강의 명의~ (2015년 1월 ~ 3월, TV 아사히)
- 반장~경시청 아즈미반~ 시리즈 5 (2012년 4월 ~ 6월, TBS) - 유키 사유리 역
  - 반장~경시청 아즈미반~ 시리즈 6 (2013년 1월 ~ 3월, TBS)
- 도쿄 전력 소녀 (2012년 10월 ~ 12월, 닛폰 TV) - 세리자와 하나코 역
- 토요 와이드 극장 〈모리무라 세이치의 사해의 복류〉 (2012년 11월 24일, TV 아사히) - 야기리 아키 역
- 바켄 레코드를 넘어 (2013년 1월 27일, 홋카이도 문화 방송) - 주연·하루카 역
- 금요 프레스테이지 〈도바 슌이치 서스펜스 일탈~수사 1과·사와무라 케이지〉 (2013년 2월 15일, 후지 TV) - 나가사와 하츠미 역
  - 금요 프레스테이지 〈도바 슌이치 서스펜스 일탈~수사 1과·사와무라 케이지 2〉 (2014년 3월 7일, 후지 TV)
- 주정꾼 코토지 (2013년 6월 ~ 9월, NHK BS 프리미엄) - 오료 역
- 노히메 II~센고쿠의 여자들 (2013년 6월 23일, TV 아사히) - 오이치노 가타 역
- 마쓰모토 세이쵸 드라마 스페셜·죽음의 발송 (2014년 5월 30일, 후지 TV) - 츠무라 아키 역
- 마쓰모토 세이쵸 강한 개미 (2014년 7월 2일, TV 도쿄) - 미야하라 모토코 역
- GTO (제2기) (2014년 7월 ~ 9월, 칸사이 TV) - 후지카와 호나미 역
- 연애시대 (2015년 4월 ~ 6월, 닛폰 TV) - 주연·에토 하루 역
- 사무라이 선생님 (2015년 10월 ~ 12월, TV 아사히) - 사에키 하루카 역
- 저승사자입니다. 제2화 (2016년 4월 30일, 닛폰 TV) - 미즈에 역
- 이시카와 고에몬 (2016년 10월 ~ 12월, TV 도쿄) - 챠챠 역
- 낚시 바보 일지~신입 사원 하마사키 덴스케~ 스페셜 (2017년 1월 2일, TV 도쿄) - 야지마 아키 역
- 오늘은, 일진도 좋고 (2017년 1월 ~ 2월, WOWOW) - 주연·니노미야 고토하 역
- 센주 크레이지 보이즈 (2017년 2월 15일, NHK BS 프리미엄) - 사스에 노바라 역

### 영화
- 편지 (2005년, IMJ 엔터테인먼트) - 다이라 미사키 역
- 나와 그녀의 ××× 제5화 (2005년, 세가) - 요나시로 레이코 역
- 유폐자 테러리스트 (2007년, 슬로 러너) - 소녀 역
- 사루 록 THE MOVIE (2010년, SDP/쇼게이트) - 시노자키 마유미 역
- 우리들이 있었다 후편 (2012년, 도호/아스믹 에이스) - 센겐지 아키코 역
- 쇼트 필름 〈TOKYO SKY STORY〉 (2013년) - 히로미 역
- 날아라! 다코타 (2013년, 주식회사 애시 재팬) - 주연·모리모토 지요코 역
- 카논 (2016년, KADOKAWA) - 주연·기시모토 역
- 선생님! (2017년, 워너 브라더스 영화) - 나카지마 사치코 역

## 서적

### 사진집
- Clear (2012년 4월 20일, 와니 북스) ISBN 4847044533
- flap (2016년 6월 25일, 와니 북스) ISBN 4847048423